# Glen Powell
Glen Thomas Powell Jr. (Austin (Texas), 21 oktober 1988) is een Amerikaans acteur.
Powell werd geboren in Austin, Texas en is afgestudeerd aan de Westwood High School in Austin, onderdeel van de Round Rock Independent School District. Hij begon zijn filmcarrière met een rol in Spy Kids 3-D: Game Over. Powell had voor zijn eerste jaar van de universiteit een rol in The Great Debaters. Een van zijn bekendste rollen die hij speelde was de rol van Chad Radwell in de televisieserie Scream Queens. Powell won samen met de cast van de film Hidden Figures een Palm Springs International Film Ensemble Performance Award en een Screen Actors Guild Award voor een uitstekende prestatie door een cast in een film.

## Filmografie

### Film
| Jaar | Titel                                             | Rol                    | Opmerkingen                 |
| ---- | ------------------------------------------------- | ---------------------- | --------------------------- |
| 2003 | Spy Kids 3-D: Game Over                           | Lange vingers jongen   |                             |
| 2005 | The Wendell Baker Story                           | Krantenjongen          |                             |
| 2006 | Jumping Off Bridges                               | Eric Turner            |                             |
| 2006 | Fast Food Nation                                  | Steve                  |                             |
| 2006 | The Hottest State                                 | John Jaegerman         |                             |
| 2007 | The Great Debaters                                | Preston Whittington    |                             |
| 2011 | Pig                                               | Johnny de leraar       |                             |
| 2012 | Barrio Tales                                      | Jack                   |                             |
| 2012 | The Dark Knight Rises                             | Handelaar #1           |                             |
| 2012 | Stuck in Love                                     | Student                |                             |
| 2013 | Best Friends Forever                              | Nick                   |                             |
| 2013 | Red Wing                                          | Francis Riley          |                             |
| 2013 | April Apocalypse                                  | Dickie                 |                             |
| 2014 | The Expendables 3                                 | Thorn                  |                             |
| 2014 | Sex Ed                                            | JT                     |                             |
| 2015 | Wind Walkers                                      | Sonny Childe           |                             |
| 2016 | Ride Along 2                                      | Troy                   |                             |
| 2016 | Misconduct                                        | Doug Fields            |                             |
| 2016 | Everybody Wants Some!!                            | Finnegan               |                             |
| 2016 | Hidden Figures                                    | John Glenn             |                             |
| 2017 | Sand Castle                                       | Sergeant Dylan Chutsky |                             |
| 2018 | The Bad Guys                                      | Whit                   |                             |
| 2018 | The Guernsey Literary and Potato Peel Pie Society | Mark Reynolds          |                             |
| 2018 | Set It Up                                         | Charlie                |                             |
| 2022 | Top Gun: Maverick                                 | Hangman                |                             |
| 2022 | Devotion                                          | Tom Hudner             |                             |
| 2023 | Anyone but You                                    | Ben                    |                             |
| 2023 | Hit Man                                           | Gary                   | tevens scenario en producer |
| 2024 | Twisters                                          | Tyler Owens            |                             |

### Televisie
| Jaar      | Titel                          | Rol                           | Opmerkingen                      |
| --------- | ------------------------------ | ----------------------------- | -------------------------------- |
| 2004      | Jack & Bobby                   | Rich Wolf                     | Afl. "Pilot"                     |
| 2005      | Into the West                  | Jackson Wheeler               | Afl. "Hell on Wheels"            |
| 2008      | Without a Trace                | Brett Farnsworth              | Afl. "True/False"                |
| 2009      | CSI: Miami                     | Logan Crawford                | Afl. "Head Case"                 |
| 2011      | Rizzoli & Isles                | Graham Randall                | Afl. "Remember Me"               |
| 2012      | The Lying Game                 | Gavin Turner                  | Afl. "No Country for Young Love" |
| 2012      | NCIS                           | Marine Sergeant Evan Westcott | 2 afleveringen                   |
| 2015-2016 | Scream Queens                  | Chad Radwell                  | 16 afleveringen                  |
| 2017      | All Hail King Julien           | Trent (stem)                  | 3 afleveringen                   |
| 2020-2021 | Jurassic World Camp Cretaceous | Dave (stem)                   | 9 afleveringen                   |